# Per Krøldrup
Per Billeskov Krøldrup (Farsø, 31 de julho de 1979) é um ex-futebolista dinamarquês.